# Station Skalmierz
Station Skalmierz is een spoorwegstation in de Poolse plaats Skalmierz.